# Шадкувек
Шадкувек (пол. Szadkówek) — село в Польщі, у гміні Лешно Варшавського-Західного повіту Мазовецького воєводства.
Населення — 46 осіб (2011).
У 1975-1998 роках село належало до Варшавського воєводства.

## Демографія
Демографічна структура станом на 31 березня 2011 року:
|          | Загалом | Допрацездатний вік | Працездатний вік | Постпрацездатний вік |
| -------- | ------- | ------------------ | ---------------- | -------------------- |
| Чоловіки | 26      | 4                  | 20               | 2                    |
| Жінки    | 20      | 1                  | 14               | 5                    |
| Разом    | 46      | 5                  | 34               | 7                    |